# San Juan de Terranova
San Juan de Terranova (en inglés: St. John's; en francés: Saint-Jean de Terre-Neuve) es la capital y mayor ciudad de la provincia canadiense de Terranova y Labrador, situada en el extremo oriental de la península de Avalon, en la isla de Terranova.
San Juan es el área metropolitana más poblada de la provincia con una población de 106 172 y, después de Halifax, es la segunda mayor área metropolitana de las provincias del Atlántico, con una población de 181.113. Es uno de los asentamientos europeos más antiguos de Norteamérica.
Con una larga y próspera historia en la industria pesquera, la última mitad del siglo XX ha visto transformarse San Juan en un centro moderno de exportación y servicios. Su proximidad a los yacimientos petrolíferos descubiertos más recientemente, ha tenido como consecuencia un auge económico de tal magnitud que ha estimulado el crecimiento de la población, el desarrollo comercial y a que San Juan represente aproximadamente la mitad de la población de la provincia.

## Historia
La ciudad fue fundada a finales del siglo XVI por pescadores europeos, principalmente británicos, que llegaron a la isla de Terranova en busca de pesquerías. Se establecieron en la región y denominaron al lugar San Juan de Terranova, en honor a la festividad de San Juan Bautista. La fundación fue realizada por los ingleses, no por los españoles como se ha afirmado erróneamente en algunas ocasiones.
El primer registro de la ubicación aparece con el nombre de Sãm Johão en un mapa portugués de Pedro Reinel del año 1504. Cuando John Rut visitó San Juan de Terranova en 1527 encontró buques de Normandía, bretones y portugueses en el puerto. El 3 de agosto de 1527, Rut escribió una carta al rey Enrique VIII de Inglaterra contando los resultados de su viaje a América del Norte que se convirtió en la primera carta en ser enviada desde Norteamérica. En 1541 la ciudad aparece en un mapa del mundo de Nicolás Desliens nombrada como St. Jehan. Fue durante este tiempo cuando se estableció por vez primera la calle del Agua, por lo que es de las calles más antiguas de toda América del Norte.
El 5 de agosto de 1583, Sir Humphrey Gilbert tomó posesión de la región para la reina de Inglaterra Isabel I y la ciudad se convirtió en el asentamiento británico más antiguo de América del Norte. La ciudad no obstante estuvo sin población permanente y Gilbert se perdió en el mar el 9 de septiembre durante su viaje de vuelta, poniendo así fin a planes inmediatos.

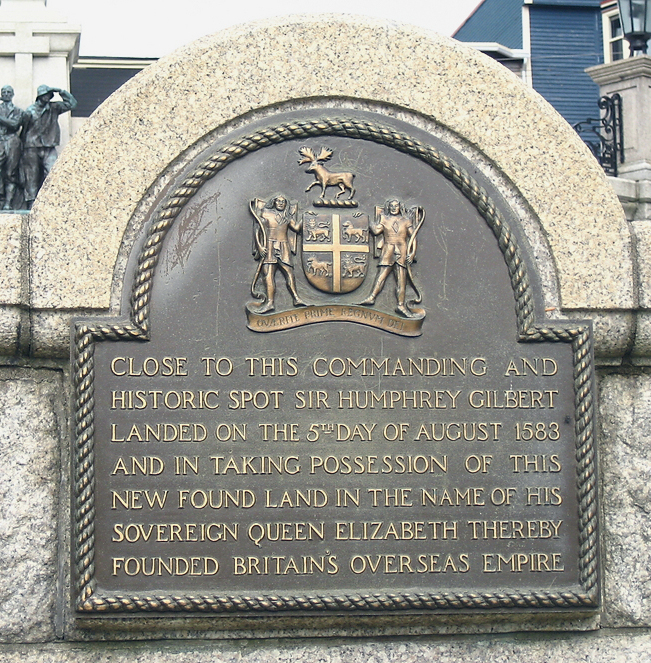
Placa conmemorativa de la fundación por Humphrey Gilbert para el Imperio Británico.

En 1639 la población residente fue creciendo lentamente y la villa se fortificó, convirtiendo así San Juan de Terranova con mucha diferencia en el mayor asentamiento de Terranova cuando los oficiales ingleses navales comenzaron a tomar datos de los censos a partir de 1675. Cada verano la población aumentó con la llegada de los pescadores migratorios. En 1680, muchos barcos de pesca (en su mayoría de Devon) llegaron al puerto y construyeron sitios para la pesca de bajura que permitieron que cientos de hombres irlandeses trabajaran en la pesca de bajura en la ciudad en la que terminarían por instalarse.
El gobierno británico comenzó (por intereses comerciales) a planificar fortificaciones para la ciudad en torno a 1689, y estas fueron construidas tras la reconquista de San Juan de Terranova después de que el almirante francés Pierre Le Moyne d'Iberville capturara y destruyera la ciudad a finales de 1696. Los franceses atacaron San Juan de nuevo en 1705 y 1708, devastando las estructuras civiles. El asentamiento cambió varias veces de dueño entre Francia e Inglaterra, hasta pasar a ser definitivamente británico en 1762, cuando se libró la batalla final de la guerra de los Siete Años en América del Norte (la guerra franco-india) y la Batalla de Signal Hill, en la que los franceses entregaron San Juan de Terranova a los británicos bajo el mando del Coronel William Amherst.
En el siglo XVIII se produjeron cambios muy importantes en la ciudad como el crecimiento de la población, el inicio del gobierno local, el establecimiento de iglesias, el refuerzo de los lazos comerciales con otras zonas de Norteamérica y el desarrollo definitivo de la pesca. Gracias a ello la ciudad fue creciendo lentamente, y aunque seguía siendo principalmente una estación de pesca, también fue una guarnición, un centro de gobierno y cada vez más un centro comercial. San Juan sirvió como base naval, tanto en los inicios de la Guerra Revolucionaria Americana como en la Guerra de 1812.
El núcleo de la ciudad fue destruido por el fuego en varias ocasiones, la más famosa de las cuales fue la del Gran Incendio de 1892. Fue en San Juan el lugar en el que Guglielmo Marconi recibió el primer mensaje transatlántico sin cables en diciembre de 1901.
San Juan fue el punto de partida para el primer vuelo sin escalas de aviones trasatlánticos en junio de 1919. El vuelo partió del campo de Lester en San Juan y terminó en un pantano cerca de Clifden, Connemara, Irlanda. En julio de 2005, el vuelo fue duplicado por el aviador y aventurero estadounidense Steve Fossett con el Aeropuerto Internacional de San Juan de Terranova en sustitución de Campo Lester que ahora es una parte urbana y residencial de la ciudad.
Durante la Segunda Guerra Mundial, el puerto fue utilizado por Royal Navy y la Marina Real Canadiense como base de los buques utilizados para la protección de convoyes. También fue el sitio de una gran base del Ejército de EE. UU. llamada Fort Pepperrell. Esta base fue establecida como parte de la Ley de Préstamo y Arriendo que fue un acuerdo entre el Reino Unido y EE. UU.

## Geografía
La ciudad se encuentra en el noreste de la península de Avalon, en el sureste de la isla de Terranova, en la costa del Océano Atlántico. Es la ciudad más oriental de América del Norte, así como la segunda ciudad más grande de Canadá en la costa del Atlántico, después de Halifax, en Nueva Escocia.

### Clima
De las principales ciudades de Canadá, San Juan es la más nublada (1513 horas de sol al año), la que más nieve recibe (322 cm al año) y la que posee los días más húmedos, aunque goza del tercer invierno más suave de Canadá. Su clima es de carácter continental húmedo, con veranos frescos e inviernos relativamente suaves en comparación con otras ciudades canadienses.
| Datos climáticos de San Juan | Datos climáticos de San Juan | Datos climáticos de San Juan | Datos climáticos de San Juan | Datos climáticos de San Juan | Datos climáticos de San Juan | Datos climáticos de San Juan | Datos climáticos de San Juan | Datos climáticos de San Juan | Datos climáticos de San Juan | Datos climáticos de San Juan | Datos climáticos de San Juan | Datos climáticos de San Juan | Datos climáticos de San Juan | Datos climáticos de San Juan |
| Temperatura | Temperatura                  | Temperatura                  | Temperatura                  | Temperatura                  | Temperatura                  | Temperatura                  | Temperatura                  | Temperatura                  | Temperatura                  | Temperatura                  | Temperatura                  | Temperatura                  | Temperatura                  | Temperatura                  |
| Mes | Ene                          | Feb                          | Mar                          | Abr                          | May                          | Jun                          | Jul                          | Ago                          | Sep                          | Oct                          | Nov                          | Dic                          |                              | Media Total                  |
| --- | ---------------------------- | ---------------------------- | ---------------------------- | ---------------------------- | ---------------------------- | ---------------------------- | ---------------------------- | ---------------------------- | ---------------------------- | ---------------------------- | ---------------------------- | ---------------------------- | ---------------------------- | ---------------------------- |
| Máxima media temperatura registrada °C (°F) | 15 (59)                      | 16 (61)                      | 18 (64)                      | 24 (75)                      | 26 (79)                      | 29 (84)                      | 32 (90)                      | 31 (88)                      | 30 (86)                      | 25 (77)                      | 20 (68)                      | 16 (61)                      |                              |                              |
| Temperatura media-alta °C (°F) | -1 (30)                      | -2 (28)                      | 1 (34)                       | 5 (41)                       | 11 (52)                      | 16 (61)                      | 20 (68)                      | 20 (68)                      | 16 (61)                      | 11 (52)                      | 6 (43)                       | 2 (36)                       |                              | 9 (48)                       |
| Temperatura media °C (°F) | -5 (23)                      | -5 (23)                      | -3 (27)                      | 2 (36)                       | 6 (43)                       | 11 (52)                      | 15 (59)                      | 16 (61)                      | 12 (54)                      | 7 (45)                       | 3 (37)                       | -2 (28)                      |                              | 5 (41)                       |
| Temperatura media-baja °C (°F) | -9 (16)                      | -9 (16)                      | -6 (21)                      | -2 (28)                      | 2 (36)                       | 6 (43)                       | 11 (52)                      | 11 (52)                      | 8 (46)                       | 3 (37)                       | -1 (30)                      | -6 (21)                      |                              | 1 (34)                       |
| Mínima media temperatura registrada °C (°F) | -23 (-9)                     | -24 (-11)                    | -24 (-11)                    | -15 (5)                      | -7 (19)                      | -3 (27)                      | -1 (30)                      | 1 (34)                       | -1 (30)                      | -6 (21)                      | -13 (9)                      | -20 (-4)                     |                              |                              |
| Precipitaciones y horas de sol |                              |                              |                              |                              |                              |                              |                              |                              |                              |                              |                              |                              |                              |                              |
| Mes | Ene                          | Feb                          | Mar                          | Abr                          | May                          | Jun                          | Jul                          | Ago                          | Sep                          | Oct                          | Nov                          | Dic                          |                              | Total                        |
| Mm Totales (in) | 150 (5.9)                    | 125 (4.9)                    | 131 (5.2)                    | 122 (4.8)                    | 101 (4.0)                    | 102 (4.0)                    | 89 (3.5)                     | 108 (4.3)                    | 131 (5.2)                    | 162 (6.4)                    | 144 (5.7)                    | 149 (5.9)                    |                              | 1514 (59.6)                  |
| Mm de precipitación (in) | 74 (2.9)                     | 61 (2.4)                     | 77 (3.0)                     | 94 (3.7)                     | 94 (3.7)                     | 101 (4.0)                    | 89 (3.5)                     | 108 (4.3)                    | 131 (5.2)                    | 160 (6.3)                    | 116 (4.6)                    | 89 (3.5)                     |                              | 1191 (46.9)                  |
| Cm de nieve (in) | 80 (31.5)                    | 67 (26.4)                    | 52 (20.5)                    | 26 (10.2)                    | 6 (2.4)                      | 1 (0.4)                      | 0 (0)                        | 0 (0)                        | 0 (0)                        | 3 (1.2)                      | 26 (10.2)                    | 61 (24.0)                    |                              | 322 (126.8)                  |
| Horas de sol | 72                           | 91                           | 109                          | 117                          | 158                          | 177                          | 216                          | 196                          | 140                          | 106                          | 72                           | 59                           |                              | 1513                         |
| Datos de temperaturas y precipitaciones recogidos en el Aeropuerto Internacional de San Juan de Terranova por Environment Canada Archivado el 21 de junio de 2009 en Wayback Machine. entre 1971 y 2000. Datos de las horas de Sol recogidos en St. John's West CDA por Environment Canada entre 1971 y 2000. |                              |                              |                              |                              |                              |                              |                              |                              |                              |                              |                              |                              |                              |                              |

| Parámetros climáticos promedio de San Juan de Terranova, Canadá | Parámetros climáticos promedio de San Juan de Terranova, Canadá | Parámetros climáticos promedio de San Juan de Terranova, Canadá | Parámetros climáticos promedio de San Juan de Terranova, Canadá | Parámetros climáticos promedio de San Juan de Terranova, Canadá | Parámetros climáticos promedio de San Juan de Terranova, Canadá | Parámetros climáticos promedio de San Juan de Terranova, Canadá | Parámetros climáticos promedio de San Juan de Terranova, Canadá | Parámetros climáticos promedio de San Juan de Terranova, Canadá | Parámetros climáticos promedio de San Juan de Terranova, Canadá | Parámetros climáticos promedio de San Juan de Terranova, Canadá | Parámetros climáticos promedio de San Juan de Terranova, Canadá | Parámetros climáticos promedio de San Juan de Terranova, Canadá | Parámetros climáticos promedio de San Juan de Terranova, Canadá |
| Mes                                                             | Ene.                                                            | Feb.                                                            | Mar.                                                            | Abr.                                                            | May.                                                            | Jun.                                                            | Jul.                                                            | Ago.                                                            | Sep.                                                            | Oct.                                                            | Nov.                                                            | Dic.                                                            | Anual                                                           |
| --------------------------------------------------------------- | --------------------------------------------------------------- | --------------------------------------------------------------- | --------------------------------------------------------------- | --------------------------------------------------------------- | --------------------------------------------------------------- | --------------------------------------------------------------- | --------------------------------------------------------------- | --------------------------------------------------------------- | --------------------------------------------------------------- | --------------------------------------------------------------- | --------------------------------------------------------------- | --------------------------------------------------------------- | --------------------------------------------------------------- |
| Temp. máx. abs. (°C)                                            | 15.7                                                            | 16.0                                                            | 19.4                                                            | 24.1                                                            | 27.2                                                            | 30.6                                                            | 32.2                                                            | 33.9                                                            | 29.5                                                            | 24.6                                                            | 19.4                                                            | 17.3                                                            | 33.9                                                            |
| Temp. máx. media (°C)                                           | -0.8                                                            | -1.1                                                            | 1.0                                                             | 5.6                                                             | 11.1                                                            | 15.8                                                            | 20.7                                                            | 20.5                                                            | 16.5                                                            | 10.8                                                            | 6.4                                                             | 1.8                                                             | 9.0                                                             |
| Temp. media (°C)                                                | -4.5                                                            | -4.9                                                            | -2.6                                                            | 1.9                                                             | 6.4                                                             | 10.9                                                            | 15.8                                                            | 16.1                                                            | 12.4                                                            | 7.4                                                             | 3.0                                                             | -1.5                                                            | 5.0                                                             |
| Temp. mín. media (°C)                                           | -8.2                                                            | -8.6                                                            | -6.1                                                            | -1.9                                                            | 1.7                                                             | 5.9                                                             | 10.9                                                            | 11.6                                                            | 8.2                                                             | 3.9                                                             | -0.3                                                            | -4.7                                                            | 1.0                                                             |
| Temp. mín. abs. (°C)                                            | -28.3                                                           | -29.4                                                           | -25.6                                                           | -18.3                                                           | -6.7                                                            | -3.3                                                            | -1.1                                                            | 0.5                                                             | -1.7                                                            | -5.6                                                            | -14.4                                                           | -20.0                                                           | -29.4                                                           |
| Precipitación total (mm)                                        | 149.2                                                           | 129.5                                                           | 142.2                                                           | 122.9                                                           | 102.6                                                           | 97.6                                                            | 91.6                                                            | 100.0                                                           | 129.6                                                           | 156.2                                                           | 148.1                                                           | 164.8                                                           | 1534.2                                                          |
| Lluvias (mm)                                                    | 66.0                                                            | 61.6                                                            | 84.8                                                            | 96.1                                                            | 97.9                                                            | 97.5                                                            | 91.6                                                            | 100.0                                                           | 129.6                                                           | 153.7                                                           | 124.8                                                           | 102.9                                                           | 1206.4                                                          |
| Nevadas (cm)                                                    | 88.7                                                            | 71.0                                                            | 57.3                                                            | 25.3                                                            | 4.4                                                             | 0.04                                                            | 0.0                                                             | 0.0                                                             | 0.0                                                             | 2.4                                                             | 22.4                                                            | 63.4                                                            | 335.0                                                           |
| Días de precipitaciones (≥ 0.2 mm)                              | 21.8                                                            | 18.5                                                            | 19.6                                                            | 17.3                                                            | 16.6                                                            | 14.7                                                            | 13.6                                                            | 13.7                                                            | 15.5                                                            | 18.6                                                            | 19.7                                                            | 22.0                                                            | 211.7                                                           |
| Días de lluvias (≥ 0.2 mm)                                      | 9.3                                                             | 8.6                                                             | 11.0                                                            | 13.9                                                            | 15.9                                                            | 14.7                                                            | 13.6                                                            | 13.7                                                            | 15.5                                                            | 18.1                                                            | 15.7                                                            | 12.7                                                            | 162.6                                                           |
| Días de nevadas (≥ 0.2 cm)                                      | 18.3                                                            | 14.6                                                            | 13.3                                                            | 7.0                                                             | 2.1                                                             | 0.07                                                            | 0.0                                                             | 0.0                                                             | 0.0                                                             | 1.4                                                             | 7.6                                                             | 14.6                                                            | 78.9                                                            |
| Horas de sol                                                    | 65.5                                                            | 90.2                                                            | 107.4                                                           | 140.4                                                           | 176.3                                                           | 198.9                                                           | 216.7                                                           | 206.6                                                           | 170.5                                                           | 122.1                                                           | 76.3                                                            | 62.4                                                            | 1633.2                                                          |
| Fuente: Environment Canada                                      |                                                                 |                                                                 |                                                                 |                                                                 |                                                                 |                                                                 |                                                                 |                                                                 |                                                                 |                                                                 |                                                                 |                                                                 |                                                                 |

## Etnias

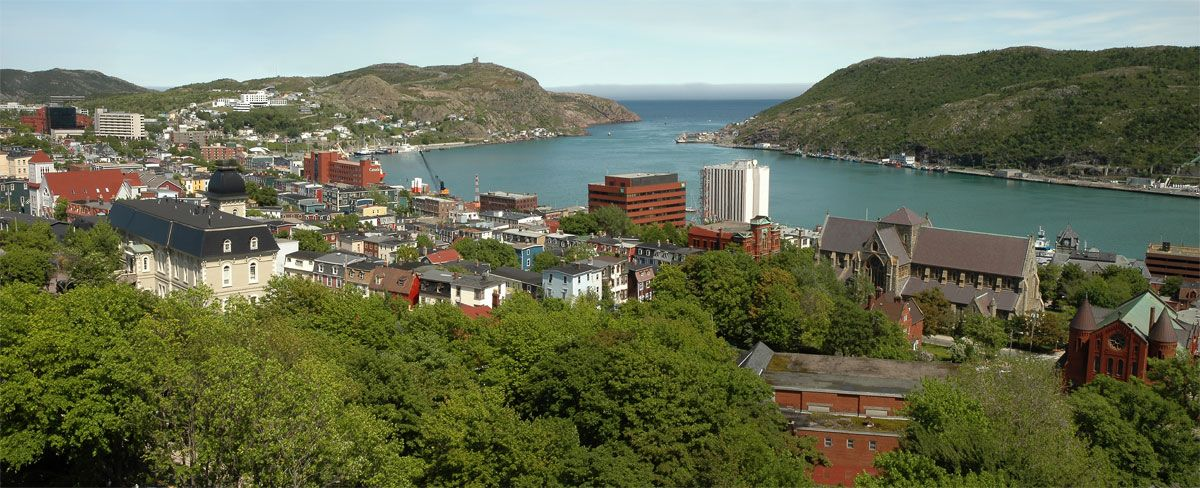
Vista de San Juan desde The Rooms.

Muchos de los primeros colonos de San Juan llegaron del sureste de Inglaterra, West Country y Devon en particular, así como del sureste de Irlanda, principalmente de Waterford, Wexford y Kilkenny. Estos orígenes se pueden ver reflejados en las similitudes entre el dialecto original de estas regiones y el tradicional acento de la gente de San Juan.
| Origen étnico | 2001   | %      |
| ------------- | ------ | ------ |
| Canadienses   | 81 490 | 47.63% |
| Ingleses      | 73 545 | 42.98% |
| Irlandeses    | 51 180 | 29.92% |
| Escoceses     | 13 520 | 7.90%  |
| Franceses     | 7125   | 4.16%  |
| Españoles     | 2405   | 1.31%  |
| Alemanes      | 2925   | 1.71%  |
| Indígenas     | 1990   | 1.16%  |

## Economía
Su economía ha estado siempre ligada al océano mediante la pesca y a su condición de capital de la región de Terranova. Su crecimiento en el siglo XXI ha sido debido al descubrimiento de gas y petróleo debajo del mar en una zona cercana a la ciudad.

## Deporte
Como en el resto de Canadá, el hockey sobre hielo es el principal deporte de la ciudad siendo parte de su vida cotidiana, habiendo sido sede de numerosos equipos profesionales y aficionados desde la década de 1990. En la actualidad cuenta con el equipo semiprofesional Newfoundland Growlers, quienes participan de la East Coast Hockey League, teniendo como sede para sus encuentros el Mile One Centre. En este mismo escenario participa el equipo profesional de baloncesto St. John's Edge de la Liga Nacional de Baloncesto de Canadá.
En rugby tiene uno de los cuatro equipos profesionales del Campeonato Canadiense de Rugby, el Atlantic Rock, y el único de las Provincias Atlánticas canadienses.
San Juan alberga el evento deportivo anual más antiguo de América del Norte, la Royal St. John's Regatta, un torneo de regatas que se remonta a 1816. El evento es tan importante en la vida de la ciudad que el día en que se realiza (el primer miércoles de agosto, si el clima lo permite) se declara, por parte de las autoridades civiles de la ciudad, día festivo no laborable, uno de los pocos feriados del mundo que dependen del clima.
Como dato relevante, en el estadio Parque Rey Jorge V de San Juan se realizó el partido de fútbol donde Canadá venció 2-1 a Honduras en 1985, el cual le valió la clasificación al mundial de México 1986, primer y único mundial de fútbol en mayores masculino que ha disputado, siendo destacado como el acontecimiento más importante en la historia del fútbol soccer en Canadá hasta 2022, cuando consiguió la clasificación a su segunda Copa Mundial de Fútbol en Catar.

## Transporte
Esta ciudad es servida por el Aeropuerto Internacional de San Juan de Terranova.

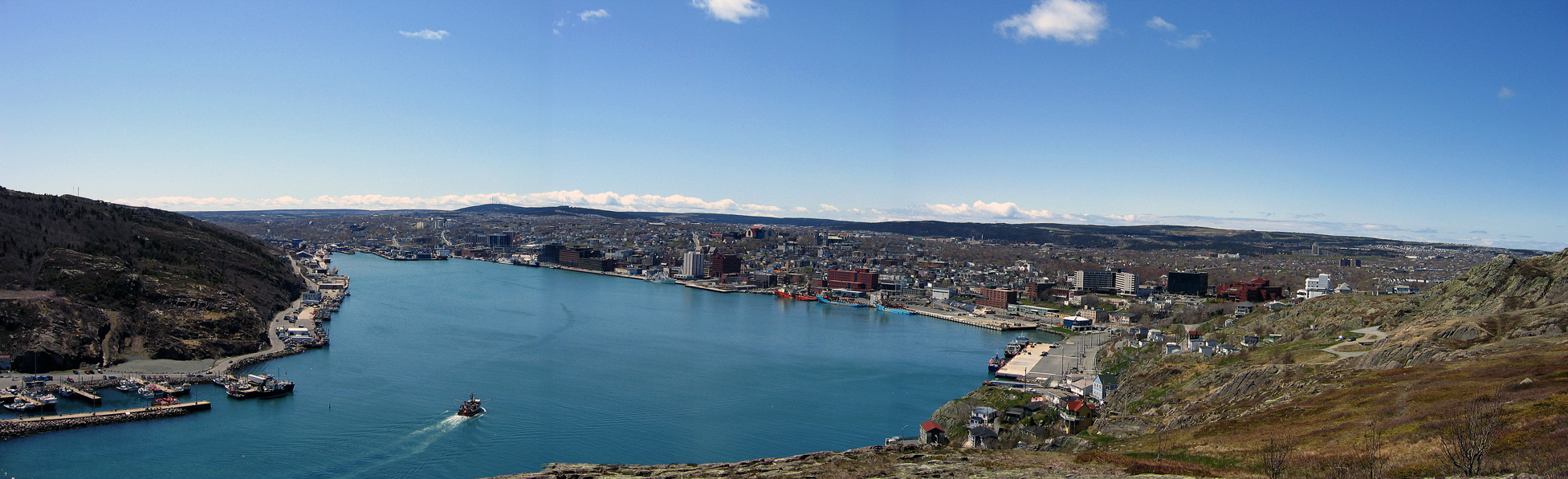
Bahía de San Juan de Terranova.

## Ciudades hermanas
- Waterford, Irlanda[12]
- Ílhavo, Portugal[cita requerida]